# سگ‌های نگهبان: لژیون
سگ‌های نگهبان: لژیون (انگلیسی: Watch Dogs: Legion) (یا به‌صورت سمبولیک WATCH DOGS LΞGION) یک بازی ویدئویی در سبک اکشن-ماجراجویی است که توسط یوبی‌سافت تورنتو توسعه یافته و به‌وسیلهٔ یوبی‌سافت، در تاریخ ۲۹ اکتبر ۲۰۲۰ برای سکوهای پلی‌استیشن ۴، اکس‌باکس وان، و مایکروسافت ویندوز و گوگل استادیا منتشر شد. همچنین نسخهٔ کنسول‌های اکس‌باکس سری اکس/اس و پلی‌استیشن ۵ نیز به ترتیب در ۱۰ و ۱۲ نوامبر ۲۰۲۰ در دسترس قرار گرفتند. اولین تریلر بازی در نمایشگاه ای۳ ۲۰۱۹ نمایش داده شد. شرکت یوبی‌سافت اعلام کرد که شخصیت سری اول بازی ایدن پیرس و رپر معروف استورمزی هم به صورت محتوای قابل دانلود به بازی اضافه خواهند شد.

## داستان
داستان بازی در اوایل دهه ۲۰۳۰ میلادی و در مورد یک شاخه از هکرها با عنوان دِدسِک خواهد بود. در آن زمان رژیم اقتدارگرایی کنترل بریتانیا را در دست دارد که تحت سیستمی با عنوان ctOS که توسط شرکت Blum ساخته شده‌است، کنترل می‌شود. گروهی نظامی به نام Albion به وجود آمده‌است و اعضای آن به اصلی‌ترین سازمان امنیتی شهر تبدیل شده‌اند و اجرای قانون در لندن را بر عهده دارند. یک گروه هکر تحت عنوان Zero Day با بمب‌گذاری در لندن و منسوب کردن آنها به گروه ددسک، باعث دستگیری اعضای آنها می‌شوند و کنترل شهر در حالتی امنیتی در دست Albion قرار می‌گیرد. گروهی دیگر تحت عنوان «قبیله کلی» نیز از این فرصت استفاده کرده به انجام هر گونه فساد در شهر لندن از جمله قتل و قاچاق انسان و مواد مخدر می‌پردازند. لندن در این بازی تبدیل به یک شهر امنیتی نظامی با کنترل همه‌جانبه مردم شهر با پهبادها و همراه با انواع فساد در دستگاه‌های دولتی و قاچاقچی‌های گوناگون تبدیل شده‌است. در این میان فردی به نام «سابین برانت» که از اعضای پیشین ددسک است، با استخدام افرادی با قابلیت‌ها و خلق‌وخوهای متفاوت، گروه مقاومت جدیدی را برای آزادی شهر تشکیل می‌دهد تا آزادی و امنیت را به مردم لندن برگرداند. تمامی شخصیت‌های جدید ددسک، قابل انتخاب جهت بازی هستند و هر کدام قابلیت‌های خودشان را دارند و دارای پیش‌زمینه‌های مجزای داستانی‌اند که در روند داستان تأثیرگذار است. تمامی شخصیت‌ها توسط یک هوش مصنوعی به نام باگلی با یکدیگر در ارتباط هستند. باگلی یک برنامه هوش مصنوعی است که از مغز انسان واقعی استفاده می‌کند.

## گیم پلی
سگ‌های نگهبان: لژیون یک بازی به سبک اکشن-ماجراجویی در منظر دید سوم شخص می‌باشد. بازی در یک محیط جهان باز دنبال می‌شود و با یک دنیای خیالی از لندن روایت می‌شود. مکانی که دارای نقاط مختلف و نواحی مختلف با حزب‌های مختلف خواهد بود. تمام افراد درون شهر توسط Albion تحت کنترل هستند و افراد می‌توانند در بازی توسط وسایل نقلیه یا پیاده در مکان جابه‌جا شوند. سفر سریع از طریق سیستم متروی زیرزمین شهری قابل اجرا می‌باشد. برخلاف بازی‌های قبلی این سری که بر استفاده از یک شخصیت اصلی برای پیشروی روایت داستان تمرکز داشت، در لژیون توانایی کنترل چندین شخصیت وجود دارد. این بازی سومین نسخه از مجموعه بازی‌های سگ‌های نگهبان، و دنبالهٔ سگ‌های نگهبان ۲ می‌باشد در بازی بازیکنان توانایی کشتن تمامی شهروندان یا کنترل آنها را دارد که قادرند در طی روند بازی کشته شوند و دیالوگ‌های مخصوص خودشان را دارند. همچنین بازی یک حالت گیم پلی گروهی خواهد داشت که بازیکنان می‌توانند به صورت گروهی ۴ نفره در یک بازی با هم کار کنند همچنین بازی این قابلیت را دارد که هنگام کشته شدن یا دستگیر شدن کاراکتر تحت کنترل شما او را تا زمانی تقریباً طولانی از دسترس شما خارج کند (البته شما در زول بازی می‌توانید با وارد کردن پزشکان، پرستاران، وکلا و پلیس‌ها و کسانی که به نحوی با پلیس همکاری دارند به تیم جلوی این اتفاق را بگیرید) شما در طول بازی می‌توانید با وارد کردن کسانی که می‌توانند راه‌پیمایی‌هایی موافق شما و مخالف دشمنان شما درست کنند محبوبیت دیسک را بیشتر کنید یا با وارد کردن خانواده سلطنتی به تیم کاری کنید که محبوبیت شما در شهر بسیار بسیار زیاد شود یا با وارد کردن نقاشان به تیم خود ساختمان‌های شهر را پر از نقاشی‌های تیم خود کنید.